# Deutschland (Schiff, 1875)
Die erste Deutschland  der Kaiserlichen Marine war eine Panzerfregatte der in England gebauten Kaiser-Klasse.
Die vorhandene Segeleinrichtung wurde nach und nach reduziert und entfernt. Die Deutschland wurde 1897 in einen Großen Kreuzer umklassifiziert und diente 1898 bis 1900 in China. Zuletzt wurde das Schiff unter dem Namen Jupiter als Hafenschiff genutzt.

## Baugeschichte
Die Deutschland war das zweite und letzte Schiff der von Edward Reed konstruierten Panzerfregatten der Kaiser-Klasse, die von der Werft Samuda Brothers in Cubitt Town bei London gebaut wurden. Diese Panzerfregatten waren schon im Flottenbauplan des Norddeutschen Bundes enthalten. Eine Bauvergabe im Deutschen Reich scheiterte, weil die wenigen geeigneten Werften ausgelastet waren und auch Zweifel an den Fähigkeiten der deutschen Zulieferindustrie bestanden. Die Maschine wurde von der Firma J. Penn & Sons in Greenwich gebaut und übertraf bei Lieferung die geforderten Leistungen. Dennoch galt das Schiff während seiner Dienstzeit als dasjenige mit den meisten Maschinenhavarien. Die Deutschland war das letzte im Ausland gebaute größere Kriegsschiff. Es handelte sich um ein Kasemattschiff mit zusätzlicher Segelschifftakelage, die 1894 bei einem Umbau in der Kaiserlichen Werft Wilhelmshaven entfernt wurde.
Die Probefahrten mit Werftpersonal begannen im Frühjahr 1875 auf der Themse. Am 20. Juli 1875 erfolgte die Abnahmeprobefahrt. Am 7. August wurde das Schiff unter Kapitän zur See Archibald MacLean in Dienst gestellt und vom 17. bis 19. August nach Wilhelmshaven überführt. Am 6. September stellte man das Schiff wieder außer Dienst, um eine Reparatur und eine erste Änderung der Takelage durchzuführen. Auch erfolgte dann der Einbau der von der Firma Krupp gelieferten Kanonen.

## Flottendienst
Am 1. April 1876 erfolgte die erste Indienststellung der Deutschland für das Panzer-Übungsgeschwader. Wegen Unruhen in der Türkei kam es nach dem sogenannten Saloniki-Mord am 22. Mai zur Entsendung des Panzer-Übungsgeschwaders mit den Panzerfregatten Kaiser, Kronprinz, Friedrich Carl, der Deutschland sowie dem Aviso Pommerania ins Mittelmeer. Das Kanonenboot Comet folgte dem Geschwader. Am 30. Mai setzte die Maschine der Deutschland bei Auslaufen aus Plymouth zum ersten Mal aus. Ein Versuch, sie durch die Kaiser zu schleppen, scheiterte, daher musste sie unter Segeln fahren. Am folgenden Tag hatte man die Maschine wieder in Gang gebracht. Während der ganzen Reise wiederholten sich Maschinenausfälle. Dazu behinderte eine Masernepidemie zum Schluss der Reise die Einsatzfähigkeit des Schiffes. 
Das Geschwader marschierte über Gibraltar und Valletta bis zum 25. Juni nach Saloniki, wo die aus Westindien herbeibefohlene Korvette Medusa zum Geschwader trat. Am 23. August begann der Rückmarsch eines Teils des Geschwaders mit Kaiser, Deutschland und Medusa über Syros, Malta, Gibraltar und Plymouth. Am 13. September waren die Schiffe wieder in Wilhelmshaven. Am 29. September stellte die Deutschland dann nach dem Indiensthaltungsplan wieder außer Dienst.
Am 7. Mai 1877 wurde die Deutschland wieder in Dienst gestellt und verlegte mit dem Panzer-Übungsgeschwader ab 1. Juni erneut in das östliche Mittelmeer, wo inzwischen der Russisch-Türkische Krieg ausgebrochen war. Der Schwerpunkt der Aktivitäten des Geschwaders lag diesmal vor der Küste Palästinas und in der Ägäis. Besucht wurden u. a. Port Said, Jaffa, Saloniki und Piräus. Während eines Sturmes geriet sie am 6. September vor Syros auf Grund und musste von Kaiser freigeschleppt werden. Auf der Rückreise, die am 25. September in Piräus begann und durch schlechtes Wetter stark behindert war, erlitt die Deutschland am 14. Oktober im Sturm vor Kap Finisterre einen Ruderschaden, der sie lange steuerlos treiben ließ, und dann noch einen zweiten Ruderschaden am 19. Oktober an den Goodwin Sands bei South Sandhead, wodurch sie das dortige Feuerschiff rammte und schwer beschädigte. Am 6. November stellte die Deutschland nach dem Indiensthaltungsplan wieder außer Dienst.
Erst vom 1. Mai bis zum 6. Oktober 1883 erfolgte eine erneute Indienststellung der Deutschland für das Panzer-Übungsgeschwader mit Übungen und Manövern in den Heimatgewässern. Zum Ende wurde sie mit dem Schwesterschiff Kaiser an die Ostseestation in Kiel abgegeben.
Die nächste Dienstphase der Deutschland reichte vom 1. Mai 1889 bis zum 31. Oktober 1894 im Übungsgeschwader beziehungsweise in der Manöverflotte. 1889 nahm sie ab Oktober an der Mittelmeerreise des Übungsgeschwaders teil und begleitet Kaiser Wilhelm II. auf seiner Yacht Hohenzollern nach Athen zur Hochzeit seiner Schwester Sophie mit Kronprinz Konstantin von Griechenland. Im April 1890 traf das Geschwader wieder in Wilhelmshaven ein. Es begleitete den Kaiser im Juli zu einem Staatsbesuch in Norwegen und war bei der Übergabe Helgolands an das Deutsche Reich zugegen. Auch im Winter 1890/91 machte es eine Mittelmeerreise. Von Januar bis April 1892 wurde die Deutschland auf der Kaiserlichen Werft in Kiel gründlich überholt. Sie nahm an den Übungen und Manövern bis 1894 teil und erlitt noch einige Unfälle, so am 21. Juni 1893 eine schwere Maschinenhavarie vor Apenrade, die ein Einschleppen nach Kiel zur Reparatur nötig machte. Am 2. Juli 1894 wurde sie bei Kiel durch eine Kollision mit dem Aviso Wacht beschädigt.
Im Herbst wechselte die Deutschland von Kiel wieder nach Wilhelmshaven und wurde dort am 31. Oktober 1894 außer Dienst gestellt. Auf der dortigen Kaiserlichen Werft sollte ein erneuter Umbau zu einem gepanzerten Kreuzer erfolgen. Die Bewaffnung sollte erweitert und die Takelage beseitigt werden. Der achtere Mast wurde entfernt. Neue Kessel wurden eingebaut, aber eine kreuzergemäße Geschwindigkeit ließ sich mit der alten Maschine nicht erzielen. Im Zuge der geplanten Flottengesetzgebung wurde die Deutschland in einen Großen Kreuzer umklassifiziert.

## Auslandskreuzer
Am 2. Dezember 1897 stellte der umgebaute Große Kreuzer Deutschland wieder in Dienst, um nach Ostasien zu gehen. Er wurde das Flaggschiff einer neugebildeten II. Division des Kreuzergeschwaders unter Konteradmiral Prinz Heinrich von Preußen, dem Bruder des Kaisers, der ihn mit dreien seiner Söhne am 15. Dezember persönlich verabschiedete und von Kiel bis Rendsburg an Bord blieb. Begleitet wurde der Kreuzer vom Kleinen Kreuzer Gefion. Die auch zur II. Division gehörige Kaiserin Augusta war aus einem Mittelmeereinsatz heraus schon am 14. Dezember in Singapur angekommen. Die Ausreise war von Pannen begleitet, da sich die Maschine der Deutschland als unzuverlässig erwies und die Gefion sie mehrfach in Schlepp nehmen musste. Auch gab es ein Missverständnis in der Bestellung von Kohlen, was zu weiteren Verzögerungen führte, so dass erst am 1. Februar 1898 die Querung des Indischen Ozeans begann. Ab Colombo liefen auch zwei russische Linienschiffe (Nawarin und Sissoi Weliki) im Verband mit. Erst im April erreichte die Deutschland Hongkong, wo sie ins Dock musste. Prinz Heinrich setzte mit Gefion die Fahrt nach Shanghai fort. Auch auf der Weiterfahrt erlitt die Deutschland eine weitere Maschinenhavarie, und Gefion musste wieder zur Hilfe kommen. Erst am 5. Mai 1898 war das Geschwader in Tsingtau versammelt, das im Vorjahr besetzt worden war, seit Januar 1898 eine dem Reichsmarineamt unterstellte deutsche Kolonie war und über dessen Pachtung gerade am 28. April 1898 ein Vertrag zwischen China und dem Deutschen Reich zustande gekommen war. Prinz Heinrich besuchte noch im Mai den Chinesischen Kaiser Guangxu und die die Macht innehabende Kaiserwitwe in Peking. Begleitet wurde er bei diesem Besuch von seinem Chef des Stabes, Korvettenkapitän mit Oberstleutnantsrang Müller, seinem Flaggleutnant, Kapitänleutnant von Spee und seinem Signaloffizier, Unterleutnant zur See Erich Raeder.
Der Beginn des Dienstes im Kreuzergeschwader war durch den gerade ausgebrochenen Spanisch-Amerikanischen Krieg bestimmt. Von der II. Division wurde nur die Kaiserin Augusta im Bereich der Philippinen eingesetzt. Deutschland und Gefion verblieben bis Ende Juli in Tsingtau, ehe sie zu einer Bereisung des Nordbereiches des Stationsgebietes aufbrachen. Die Deutschland besuchte etliche russische Häfen bis Wladiwostok, wo sie mit der Gefion wieder zusammentraf, die japanische Häfen bereist hatte. Am 21. November wurde in Shanghai ein Denkmal für das untergegangene Kanonenboot Iltis enthüllt, zu der alle Schiffe der II. Division erwartet wurden. Neben der Deutschland nahm nur der Kleine Kreuzer Irene teil, während die anderen Schiffe akute Aufgaben zu erfüllen hatten. Zum Jahreswechsel waren die Großen Kreuzer Kaiser, Deutschland und Kaiserin Augusta mit der Gefion in Hongkong; in Shanghai befanden sich die Kleinen Kreuzer Prinzeß Wilhelm und Cormoran, in der Kiautschoubucht die Korvette Arcona und vor Manila die Irene.
Am 14. April 1899 löste Prinz Heinrich den Geschwaderchef, Vizeadmiral Otto von Diederichs, ab, der in die Heimat zurückkehrte. Die Deutschland wurde durch diesen Wechsel auch das Geschwaderflaggschiff. Prinz Heinrich bereiste mit seinem Flaggschiff noch den gesamten Stationsbereich von Alexandrowsk im Tatarensund bis Singapur und besuchte im Juni den König von Korea, Gojong, und im Juli den japanischen Kaiser Mutsuhito. Am 6. November wurde die Deutschland in Hongkong nochmals gründlich überholt, wo der Prinz auch zum Vizeadmiral befördert wurde. Mit der Deutschland und der Gefion machte er noch einen Besuch beim König von Siam, Chulalongkorn, wozu die Schiffe vom 16. bis 30. Dezember auf der Reede von Paknam ankerten. Am 4. Januar 1900 begann die Rückreise der Deutschland in Singapur, die am 9. März wieder in Kiel eintraf. Prinz Heinrich kehrte mit einem Passagierdampfer in die Heimat zurück. Sein Nachfolger in Ostasien wurde der bisherigen Chef des Admiralstabs, Vizeadmiral Felix Bendemann.
Die Deutschland stellte am 28. März außer Dienst. Eine im Juli erwogene erneute Entsendung des Schiffes nach Ostasien im Zuge der Verstärkungen wegen des Boxeraufstandes unterblieb wegen des schlechten baulichen Zustandes des schon über 25 Jahre im Dienst befindlichen Schiffes.

## Verbleib
Am 3. Mai 1904 erfolgte die Streichung aus der Liste der Kriegsschiffe der Kaiserlichen Marine und die Deutschland wurde ein Hafenschiff mit dem Namen Jupiter. Ab 1907 wurde sie zeitweise als Zielschiff genutzt und dann 1908 zum Abbruch verkauft.

## Kommandanten
| 7. August bis 6. September 1875     | Kapitän zur See Archibald MacLean                                                                      |
| 1. April bis 29. September 1876     | Kapitän zur See Archibald MacLean                                                                      |
| 7. Mai bis 6. November 1877         | Kapitän zur See Archibald MacLean                                                                      |
| 1. Mai bis 6. Oktober 1883          | Kapitän zur See Karl Eduard Heusner                                                                    |
| 1. Mai 1889 bis Oktober 1890        | Kapitän zur See Ernst von Reiche                                                                       |
| Oktober 1890 bis Januar 1892        | Kapitän zur See Iwan Oldekop                                                                           |
| Januar bis Oktober 1892             | Kapitän zur See Felix Bendemann                                                                        |
| Oktober 1892 bis September 1893     | Kapitän zur See Alfred Herz                                                                            |
| September 1893 bis Mai 1894         | Kapitän zur See Max Piraly                                                                             |
| Mai bis 31. Oktober 1894            | Kapitän zur See Oscar Boeters                                                                          |
| 2. Dezember 1897 bis September 1898 | Korvettenkapitän mit Oberstleutnantsrang/Kapitän zur See Hugo Plachte                                  |
| September 1898 bis 28. März 1900    | Korvettenkapitän mit Oberstleutnantsrang/Fregattenkapitän/Kapitän zur See Georg Alexander (von) Müller |